# إشارة الهاتف المحمول
إشارة الهاتف المحمول (المعروفة أيضًا باسم الاستقبال أو الخدمة) هي قوَّة الإشارة [الإنجليزية] التي يستقبلها الهاتف المحمول من شبكةٍ خلويَّة ما، وتزداد عند الاقتراب من الشبكةٍ، وإذا كانت قوة الإشارة مُنخفضةً للغاية، فقد يُواجه المُستخدم مشكلةً في إكمال مكالمة أو تلقي البيانات الأُخرى. تُقاس إشارة الهاتف المحمول بوحدة الديسيبل ميلي واط (dBm).

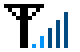
الأشرطة التي تظهر على الهاتف المحمول لإظهار قوَّة الإشارة.